# Skånekrönika
Skånekrönika är en svensk svartvit journalfilm från 1928. Filmen är en sammanställning av journalbilder från Skåne åren 1914–1928, innehållandes bilder från bland annat Trekungamötet i Malmö 1914, de första krigsbarnens ankomst, Malmö frihamns invigning 1922, kronprinsparets besök 1924, 250-årsminnet av slaget vid Lund och karnevalståget i Lund 1928.